# 大宮商業銀行
大宮商業銀行（おおみやしょうぎょうぎんこう）は、1898年（明治31年）7月15日、埼玉県北足立郡大宮町（のちの大宮市、現在のさいたま市）に資本金5万円で設立された銀行。1926年（大正15年）に武州銀行に合併し消滅。

## 沿革
大宮は中山道の宿駅として栄えたが明治期に大宮町勢が沈滞し1883年（明治16年）7月、日本鉄道が高崎まで開通したときには大宮には駅が設置されず2年後に1885年（明治18年）3月にようやく開設されたという趨勢であった。しかし、大宮駅開設後は交通の要衝となったために次第に大宮町は隆盛を極めた。
大宮商業銀行は創立当時、専務取締役内木福之助、取締役斉藤安雄、有住佐兵衛、岡田健次郎、岩井右衛門八、監査役吉田蔵助、斉藤祐美、長谷川宗冶という顔ぶれで土地有力者が揃っていた。業況は順調に進み、1899年（明治32年）3月資本金を倍額増資5万円のところを10万円になり同年6月、北足立郡蕨町（現在の蕨市）、1900年（明治33年）4月、北足立郡与野町（のちの与野市、現在のさいたま市）に支店を開設した。1902年（明治35年）12月末の決算報告によると主要勘定は払込資本金75,000円、積立金7,100円、預金124,000円、貸付金102,318円、割引手形72,260円で年9分の株主配当になっており役員および従業員は14名そのうち役員は8名だった。
増資後も順調に推移し1919年（大正8年）3月に再び資本金50万円に増資したが、1920年（大正9年）3月の恐慌に際して多額の損害を受け、業績が降下線を辿っているところで武州鉄道株式会社に対する多額の融資が固定してしまった。そのため大宮商業銀行の経営は極めて困難となった打開策として、1923年（大正12年）初頭に日比谷銀行の援助を受け、日比谷任次郎を代表取締役として受け入れた。第二の対策として1923年（大正12年）11月、資本金を32万円に減資するとの同時に100万円に増資した。事実上北足立郡大宮町近辺の有力者や資産家との関係を断ち切った。日比谷銀行の傍系銀行に成りつつはずであったが、日比谷銀行との営業方針との意見が対立し1925年（大正14年）12月、武州銀行の支援を受けることに大宮商業銀行の方針を変え、武州銀行から役員を受け入れ、1926年（大正15年）3月武州銀行に合併した。大宮商業銀行の収益悪化の主な原因は武州鉄道の支援が挙げられる。